# Эсприу, Сальвадор

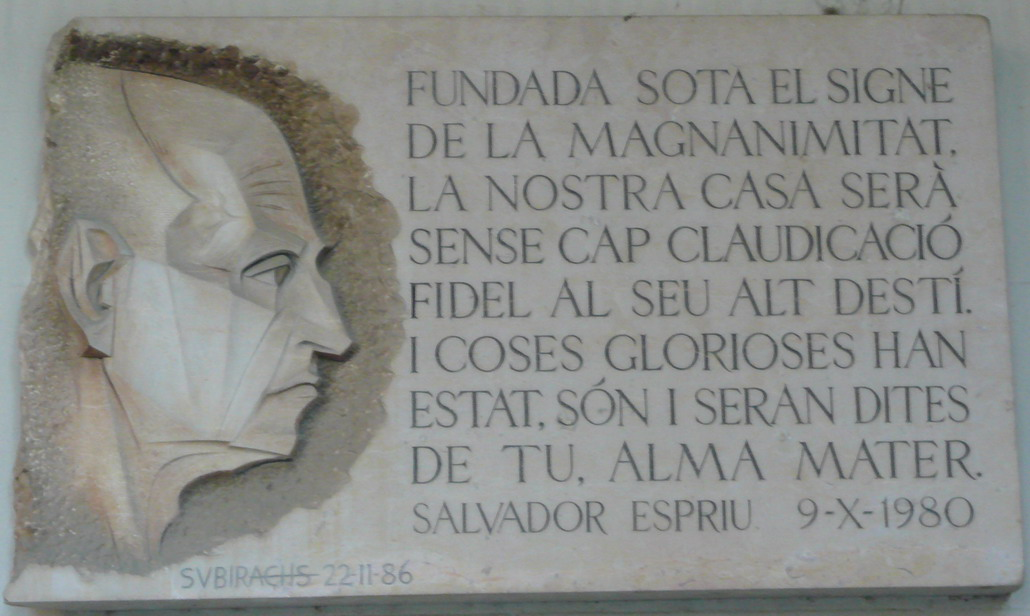
Памятная доска Сальвадора Эсприу в его alma mater, Барселонском университете

Сальвадо́р Эспри́у (кат. Salvador Espriu i Castelló, 10 июля 1913, Санта Колома де Фарнерс, пров. Жерона — 22 февраля 1985, Барселона) — каталонский поэт, прозаик, драматург, писал на каталанском языке.

## Биография
Родители — отец, нотариус и либерал, глубоко религиозная мать — родом из приморского городка Ареньс-де-Мар в провинции Барселона (в стихах и прозе Эсприу он фигурирует как Синера); вся жизнь Эсприу фактически прошла между этой «малой родиной» семьи и огромным, космополитическим и суперсовременным городом Барселона. Дебютировал в 1929 книгой мистико-поэтической прозы на темы Ветхого Завета «Израиль» (на испанском языке, издана на средства отца тиражом в 100 экз.), в 1931 вышла его повесть на каталанском языке «Доктор Рип».
С 1930 Эсприу изучал право, философию и литературу в Независимом Барселонском университете. В 1933 путешествовал по Египту, Греции, Палестине, в 1936 готовился поступать на отделение классической филологии и египтологии, планы были разрушены гражданской войной. После гражданской и мировой войны университет, созданный во времена испанской Республики, был закрыт и сменен официальным франкистским, каталанский язык вообще запрещен, путь к высшему образованию оказался для Эсприу (как и для сотен тысяч его соотечественников-каталанцев) наглухо перекрыт. Двадцать лет он служил помощником нотариуса, не имел возможности публиковаться на родном языке, был вместе со многими другими обречен на подпольное литературное существование.

## Творчество
Главные произведения Сальвадора Эсприу, чье творчество формировалось на древнейших традициях Запада и Востока (египетской «Книге мертвых», Библии, древнегреческих трагиках, мистической поэзии иудаизма) и, вместе с тем, развивалось параллельно поискам Кафки и Пессоа, Валье-Инклана и Пиранделло, испанского и французского экзистенциализма, — это книга новелл «Ариадна в гротескном лабиринте» (1935), поэтические сборники «Кладбище в Синере» (1946), «Путник и стена» (1954), «Бычья шкура» (1960), драмы-притчи «Антигона» (1939, опубл. 1955, пост. 1958), «Первая история Эсфири» (1948, пост. 1957), «Федра» (1955), «Еще одна Федра, если вам угодно» (1978). По мотивам драматургии и поэзии Сальвадора Эсприу была создана драматическая композиция Рикарда Сальвата «Ночной дозор смерти в Синере» (1965), обошедшая многие страны Европы и принесшая автору международную известность.

## Признание
Крупнейший представитель каталонской словесности нашего времени, Эсприу был избран почетным доктором университетов Барселоны и Тулузы, членом Барселонской королевской академии изящных искусств (1984). Лауреат премии Монтеня, присуждаемой Тюбингенским университетом (ФРГ, 1971), почетной Премии каталонской словесности (1972), Золотой медали правительства Каталонии (1980), Золотой медали города Барселона (1982), Креста Альфонса Х Мудрого (1982, отказался). Несколько раз номинировался на Нобелевскую премию по литературе. Его произведения переведены на английский, французский, немецкий, итальянский, испанский, португальский и другие языки.

## Произведения
- 1929: Israel
- 1931: El Dr. Rip (повесть)
- 1932: Laia (повесть, экранизирована 1971).
- 1934: Aspectes (новеллы)
- 1935: Ariadna al laberint grotesc (новеллы)
- 1938: Fedra (повесть)
- 1946: Cementeri de Sinera (стихи)
- 1948: Primera história d´Esther (драма)
- 1949: Les cançons d´Ariadna (стихи)
- 1952: Mrs Death (стихи)
- 1954: El caminant i el mur (стихи)
- 1955: Final del laberint (стихи); Antígona (драма)
- 1960: La pell de Brau; Llibre de Sinera (стихи)
- 1967: Per al llibre de Salms d´aquests vells cecs (стихи)
- 1972: Setmana Santa (стихи, Премия критики)
- 1978: Una altra Fedra, si us plau (драма)
- 1981: Les roques i el mar, el blau (поэтическая проза, премия города Барселона, Премия критики)
- 1984: Per a la bona gent (стихи)

## Публикации на русском языке
- Летиция // Современная испанская новелла. М.: Прогресс, 1971, с. 451—467.
- Стихи. Пер. С.Гончаренко// Иностранная литература, 1978, № 10, с. 111—118.
- Из цикла «Кладбище в Синере». Пер. С.Гончаренко// Огонь и розы: Из современной каталонской поэзии. М.: Прогресс, 1981, с. 171—200.
- [Стихи]. Пер. Вс. Багно// Из каталонской поэзии. Л.: Художественная литература, 1984, с. 183—192.
- [Рассказы]// Иностранная литература, 1986, № 2, с. 98—106.
- «Страстная неделя» [Стихи]/ Вступ. и пер. С.Гончаренко // Иностранная литература, 1987, № 7, с. 27—31.
- [Рассказы]// Рассказы писателей Каталонии. М.: Радуга,1987, с. 42—61.
- Избранное. М.: Радуга, 1987.
- [Стихи и пьеса]// Каталонская культура: вчера и сегодня. М., 1997, с. 120—179.
- Стихи из цикла «Книга Синеры». Пер. Нат. Ванханен// Иностранная литература, 2002, № 2.